# 30. podmorniška flotilja (Wehrmacht)
Za druge 30. flotilje glejte 30. flotilja.
30. podmorniška flotilja je bila bojna podmorniška flotilja v sestavi Kriegsmarine med drugo svetovno vojno.

## Baze
- oktober 1942 - oktober 1944: Konstanza

## Podmornice
Razredi podmornic
- IIB

Seznam podmornic
- U-9, U-18, U-19, U-20, U-23, U-24

## Poveljstvo
Poveljnik
- Kapitanporočnik Helmut Rosenbaum (oktober 1942 - maj 1944)
- Kapitanporočnik Clemens Schöler (maj - julij 1944)
- Kapitanporočnik Klaus Petersen (julij - oktober 1944)